# Thỏ hoang mạc
Lepus tibetanus là một loài động vật có vú trong họ Leporidae, bộ Thỏ. Loài này được Waterhouse mô tả năm 1841.